# Johannes von Gumppenberg
Johannes Freiherr von Gumppenberg (* 26. Juni 1891 in Pöttmes, Oberbayern; † 16. November 1959 in Genf) war ein deutscher Gutsbesitzer, Schafzüchter und Verwaltungslandwirt aus dem Geschlecht der von Gumppenbergs.

## Herkunft und Familie
Von der Familie der Freiherren von Gumppenberg ist bekannt, dass sie seit 1279 nachweisbar ist, Hildebrand von Vohburg die Vogtei Pöttmes kaufte und sich nach dem benachbarten Gumppenberg benannte. Ignaz Franz von Gumppenberg begründete aus Pöttmes und Gumppenberg ein Fideikommiss. 1571 wurde die Familie in den Reichsfreiherrenstand erhoben.
Johannes war der Sohn von Georg Freiherr von Gumppenberg (1852–1930) und dessen Ehefrau Mathilde Freiin von Loë (1865–1937). Am 19. März 1919 heiratete er in Frankfurt am Main Maria Mathilde Freiin von Loë (* 1. Januar 1895 in Wissen). Das Ehepaar hatte folgende Kinder:
- Sebastian (* 1919)
- Friedrich (* 1921)
- Maria-Theresia (* 1922)
- Christoph (* 1924)

## Leben und Wirken
Johannes Freiherr von Gumppenberg besuchte die Schule in Pöttmes, anschließend das Jesuiten-Kolleg „Stella matutina“ in Feldkirch und das Privatinstitut „Athenaeum“ in München. Es folgte der Dienst als Einjährig Freiwilliger in München. Im Ersten Weltkrieg wurde er an der Westfront eingesetzt. 1920 übernahm er das Erbe seines Vaters (Hans Georg Reichsfreiherr von Gumppenberg-Pöttmes-Oberbrennberg) mit über 1.300 Hektar Fläche (darunter etwa 900 Hektar Wald) und führte ihn als Getreide-Futterbau-Mischbetrieb mit Milchwirtschaft (60 Kühe Simmentaler Nachzucht, heute Fleckvieh) sowie Schweine-, Pferde- und Schafhaltung. Auf seine Initiative hin erfolgten Flächenaustausche (im Verhältnis 10 : 11) ähnlich einer Flurbereinigung. Am Schloss ließ er kleinere Umbauten und Veränderungen durchführen. Der Park wurde durch Zukauf kleiner Grundstücke erweitert und bepflanzt. 
In Pöttmes war die Schafhaltung seit Jahrhunderten üblich. Im Jahre 1907 wurden auf dem Gut der von Gumppenbergs 1.300 Schafe ausgewiesen. Sie verteilten sich auf drei Herden. 1920 begann die Gutsverwaltung mit der Herdbuchzucht der Rasse Veredeltes Landschaf (Württemberger, jetzt Merinolandschaf) und erhielt 1926 die Bestätigung als staatlich anerkannte Stammzucht des veredelten württembergischen Landschafes. Infolge der Autarkiebestrebungen im Deutschen Reich stieg der Gesamtbestand bis 1944 für das Gut Pöttmes auf 2.500 Schafe. Mit Übernahme von Tätigkeiten und Ämtern auf dem Gebiete der Schafzucht (s. Abschnitt Ehrenamtliche Tätigkeit) setzte sich Johannes Frhr. v. Gumppenberg auch für eine bessere Wollvermarktung einschließlich des Errichtens neuer Lager- und Versteigerungshallen ein (Reichswollverwertung G. m. b. H.). Durch solche Rahmenbedingungen wurden den Schafhaltern höhere Einnahmen aus den Wollverkäufen ermöglicht. 
Johannes Frhr. v. Gumppenberg hatte durch seine Tätigkeit für den Reichsnährstand in Berlin mit bedeutenden Einfluss auf die Entwicklung der Reorganisation der Schafzuchtverbände sowie die Ausarbeitung des Gesetzes zur Förderung der Tierzucht (Reichstierzuchtgesetz) vom 17. März 1936 und der durch Ermächtigung danach erlassenen Anordnungen (Körung von Vatertieren, Milchleistungsprüfung u. a.). In Anerkennung seiner hohen fachlichen Leistungen für die Tierzucht wurde er 1936 – wie auch Bernd Freiherr von Kanne und Ministerialrat Karl Kürschner – mit der Hermann-von-Nathusius-Medaille in Gold der Deutschen Gesellschaft für Züchtungskunde ausgezeichnet. 
Nach dem Ende des Zweiten Weltkrieges zog sich Joh. Frhr. v. Gumppenberg nach Pöttmes zurück. Sein Betrieb stand drei Jahre unter Treuhänderschaft, das Schloss wurde durch die amerikanische Besatzung und dann als Wohnung für Evakuierte genutzt. Erst ab 1948 konnte er wieder über sein Eigentum verfügen. Im Rahmen einer Auseinandersetzung mit dem bayerischen Staat mussten 135 Hektar für sechs neue Bauernhöfe abgegeben werden. V. Gumppenberg übte ab 1949 wieder Ehrenämter aus. Als Vorsitzender der Arbeitsgemeinschaft Deutscher Schafzüchter – später der Vereinigung Deutscher Landesschafzuchtverbände (VDL) – suchte er dabei mit nach neuen Wegen für die Schafhalter, deren Bestände unter den Bedingungen des freien Marktes rapide abnahmen. 1954 legte er aus gesundheitlichen Gründen die Ehrenämter nieder, starb am 16. November 1959 in Genf und wurde in der Familiengruft in Pöttmes beigesetzt. 
Bereits 1954 würdigte man seine Leistungen: Er diente mit Fachkenntnis, Weitblick und Organisationstalent über die Schafzucht hinaus der gesamten deutschen Landwirtschaft (S.S.Z., 1954).

## Ehrenamtliche Tätigkeiten
- 1924 2. Bürgermeister von Pöttmes
- 1927 1. Bürgermeister von Pöttmes
- 1932 Mitglied des Bezirkstages Aichach
- 1924 Vorsitzender des Kreisverbandes Oberbayerischer Schafzüchter
- ab 1924 Preisrichter auf regionalen Schauen
- 1927–1932  2. Vorsitzender des Landesverbandes Bayerischer Schafzüchter
- ab 1928 Berichterstatter für die Gruppe Landschafe auf den Wanderausstellungen der Deutschen Landwirtschaftsgesellschaft (DLG)
- 1932–1945  1. Vorsitzender des Landesverbandes Bayerischer Schafzüchter
- 1933 Bevollmächtigter des Reichsnährstandes für Maßnahmen zur Neuorganisation der deutschen Schafzucht
- 1934–1945 Leiter des Reichsverbandes Deutscher Schafzüchter e. V. (Dachorganisation von 28 Landesschafzuchtverbänden als korporative Mitglieder)
- 1934–1945 Reichsbevollmächtigter und 1. Vorsitzender für Wollverwertung
- 1934 Reichsbevollmächtigter „für die Regelung aller auf dem Gebiete der Tierzucht einschließlich Zucht- und Nutzvieh einschlägigen Fragen“
- 1935 Beauftragter des Reichsnährstandes für die Milchleistungsprüfungen
- 1935 Bevollmächtigter des Reichsnährstandes für den deutschen Seidenbau
- 1937 Bevollmächtigter des Reichsnährstandes für Faserpflanzen

- 1949 1. Vorsitzender der Herdbuchabteilung des Landesverbandes Bayerischer Schafzüchter
- 1950 1. Vorsitzender des Landesverbandes Bayerischer Schafzüchter
- 1950–1954 1. Vorsitzender der Arbeitsgemeinschaft Deutscher Schafzüchter
- 1950 Oberrichter für Schafe und Berichterstatter auf der 40. DLG-Wanderausstellung,
- 1951 Oberrichter für Schafe und Berichterstatter auf der 41. DLG-Wanderausstellung,
- Vorsitzender des Ausschusses für Schafzucht der Deutschen Landwirtschaftsgesellschaft[1]
- Mitglied des Vorstandes der Arbeitsgemeinschaft Deutscher Tierzüchter (ADT),
- Mitglied des Vorstandes der Zuchtvieh Im- und Export G. m. b. H. (Imex),

## Hauptwerk (Auszug)
- Die bayerische Schafzucht. In: Deutsche Landw. Presse. Nr. 22, 1929
- Die Sicherung des deutschen Wollabsatzes. In: Zeitschrift für Schafzucht. Band VIII, 1933
- Wiederaufbau der Deutschen Schafzucht und ihre nationalwirtsch. Bedeutung. In: Süddeutsche Schäferzeitung (S.S.Z.), Heft 45, 1933
- Geleitwort zum Handbuch der Schafzucht u. Schafhaltung. Parey, Berlin 1941
- 2 Jahre deutsche Schafzucht. Bericht über die Reichsnährstands-Ausstellung in Leipzig. In: Süddeutsche Schäferzeitung (S.S.Z.), Heft 27, 1939
- Das Ziel ist und bleibt Vermehrung des deutschen Schafbestandes. In: Süddeutsche Schäferzeitung (S.S.Z.), Heft 1, 1943
- Gedanken zur deutschen Schafzucht. In: Süddeutsche Schäferzeitung (S.S.Z.), Heft 40, 1950

## Auszeichnungen
- 1926 Silberner Ehrenschild des Reichsverbandes für Deutsche Schafzucht
- 1936 Hermann-von-Nathusius-Medaille in Gold der Deutschen Gesellschaft für Züchtungskunde (DGfZ)[2]
- 1953 Bundesverdienstkreuz der Bundesrepublik Deutschland[3]
- 1954 Max-Eyth-Denkmünze in Silber der Deutschen Landwirtschaftsgesellschaft (DLG)
- 1956 Staatsmedaille für hervorragende Verdienste um die bayerische Landwirtschaft in Gold
- 1957 Adolf-Köppe-Nadel der Deutschen Gesellschaft für Züchtungskunde (DGfZ)